# Heby kommun
Heby kommun är en kommun i Uppsala län. Centralort är Heby.
I nordöst återfinns den grunda sjön Tämnaren och i nordväst Färnebofjärden som genomflyts av Dalälven. Däremellan domineras landskapet av relativt flacka områden utom vid det sydöstra hörnet där terrängen är bruten. Över 70 procent av landskapet är bevuxen med skog och knappt fyra procent är bebyggt. 
I början av 2020-talet arbetade omkring sju procent av den förvärvsarbetande befolkningen inom den agrara sektorn. Omkring 12 procent återfanns inom tillverkningsindustrin.  
Sedan kommunen bildades och fram till 2020 har folkmängden legat relativt stabilt mellan 13 000 och 14 000 invånare. Befolkningsökningen mellan 2013 och 2020 förklaras främst genom ökad inflyttning från utlandet. 
Sedan 2010 har kommunen haft växlande styren. Sedan 2018 styrs den av en blocköverskridande koalition bestående av Socialdemokraterna och Centerpartiet. 

## Administrativ historik
Kommunens område motsvarar socknarna: Enåker, Harbo, Huddunge, Nora, Vittinge, Västerlövsta och Östervåla. I dessa socknar bildades vid kommunreformen 1862 landskommuner med motsvarande namn. 
I området inrättades 22 januari 1887 Heby municipalsamhälle som upplöstes vid utgången av 1952.
Vid kommunreformen 1952 bildades storkommunerna Västerlövsta (av de tidigare kommunerna Enåker, Huddunge och Västerlövsta) och Östervåla (av Harbo och Östervåla) medan landskommunerna Nora och Vittinge förblev oförändrade.
Heby kommun bildades vid kommunreformen 1971 av Nora, Vittinge, Västerlövsta och Östervåla landskommuner.
Fram till och med den 31 december 2006 låg kommunen i Västmanlands län, men överfördes från och med 1 januari 2007 till Uppsala län. Detta genomfördes enligt riksdagsbeslut den 30 november 2005. I en rådgivande lokal folkomröstning 1998 hade 57,5 % röstat för ett länsbyte. Kommunkoden efter länsbytet är 0331. Den gamla var 1917.
Kommunen ingick från bildandet till 1 april 2001 i Sala domsaga, från 1 april 2001 till 1 januari 2007 i Västmanlands domsaga och ingår sedan dess i Uppsala domsaga.

## Geografi
Heby kommun tillhörde före den 1 januari 2007 Västmanlands län. Kommunen gränsar till Avesta kommun i Dalarnas län, Sala kommun i Västmanlands län, Sandvikens kommun och Gävle kommun, båda i Gävleborgs län samt Tierps kommun, Uppsala kommun och Enköpings kommun i Uppsala län.

### Topografi och hydrografi

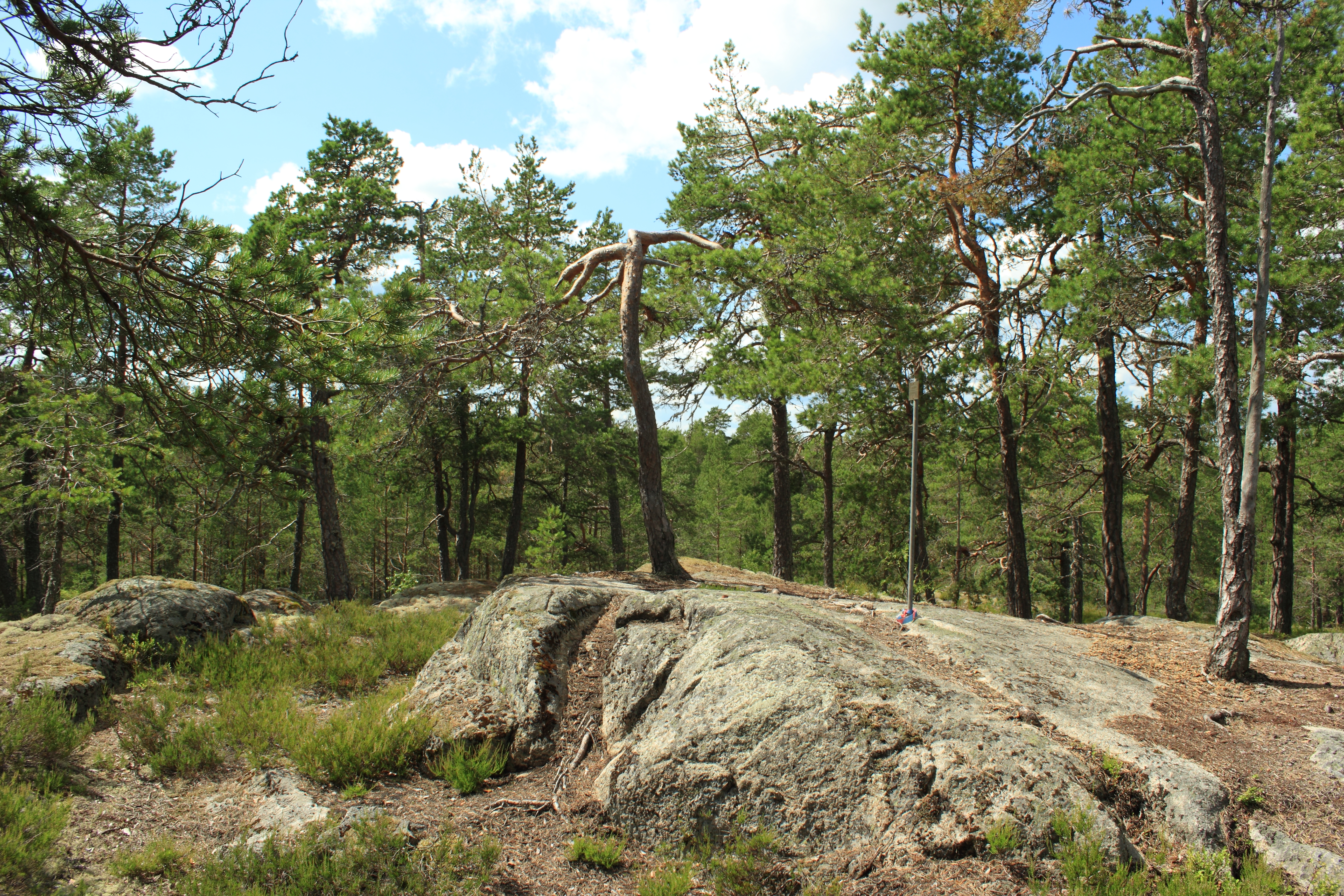
Upplands högsta punkt, 117,56 m ö.h., belägen i Vittinge socken.

I nordöst återfinns den grunda sjön Tämnaren och i nordväst ett fjärdsystem som genomflyts av Dalälven. Däremellan domineras landskapet av relativt flacka områden utom vid det sydöstra hörnet där terrängen är bruten. Berggrunden domineras av nederoderade urbergsgraniter med mindre stråk av urkalksten vid Enåker–Huddunge samt vid Harbonäs. Sprickor i denna har vid  Färnebofjärden lett till en flikig terräng. Berggrunden har även påverkat dalgångarnas utformning så som Örsundaåns dalgång, Vretaåns dalgång och Skattmansöådalen. Tillsammans med områden vid Östervåla och Harbo utgör dalgångarna kommunens större öppna områden i ett landskap som i övrigt är bevuxet med skog. Från Heby i söder genom Tärnsjö och norr mot Hedesundafjärden löper en tydligt framträdande rullstensås genom det i övrigt flacka landskapet. Översilningskärr runt sjöarna, främst kring Dalälven, har över tid hävdats genom slåtter.
Nedan presenteras andelen av den totala ytan 2020 i kommunen jämfört med riket.
|  | Bebyggelse (3,8 %) |

|  | Skog (72,4 %) |

|  | Öppen myrmark (1,7 %) |

|  | Jordbruksmark (16,8 %) |

|  | Övrig mark (5,3 %) |

|  | Bebyggelse (3,1 %) |

|  | Skog (68,0 %) |

|  | Öppen myrmark (7,2 %) |

|  | Jordbruksmark (7,4 %) |

|  | Övrig mark (14,3 %) |

### Naturskydd
År 2023 fanns 30 naturreservat i Heby kommun. Bland dessa kan nämnas Bruskebo som omfattar ett område om 56 hektar. Områden utgörs av skogsmark med många omkullfallna träd och våtmarker. Detta har gett en miljö där många utrotningshotade arter trivs, däribland grön sköldmossa och platt spretmossa. I denna miljö trivs även den tretåiga hackspetten. Ett annat exempel är Skattmansöådalen som omfattar 59 hektar, varav en del ligger inom Enköpings kommun. Länsstyrelsen i Uppsala län beskriver området som en "En lantlig idyll!". De skriver vidare att "Ådalen är ett småskaligt odlingslandskap med mindre åkrar och betade hagar med enstaka lummiga lövträd".

### Administrativ indelning
Fram till 2016 var kommunen för befolkningsrapportering indelad i sju församlingar:
- Enåkers församling (Enåkers socken)
- Harbo församling (Harbo socken)
- Huddunge församling (Huddunge socken)
- Nora församling (Nora socken)
- Vittinge församling (Vittinge socken)
- Västerlövsta församling (Västerlövsta socken)
- Östervåla församling (Östervåla socken)

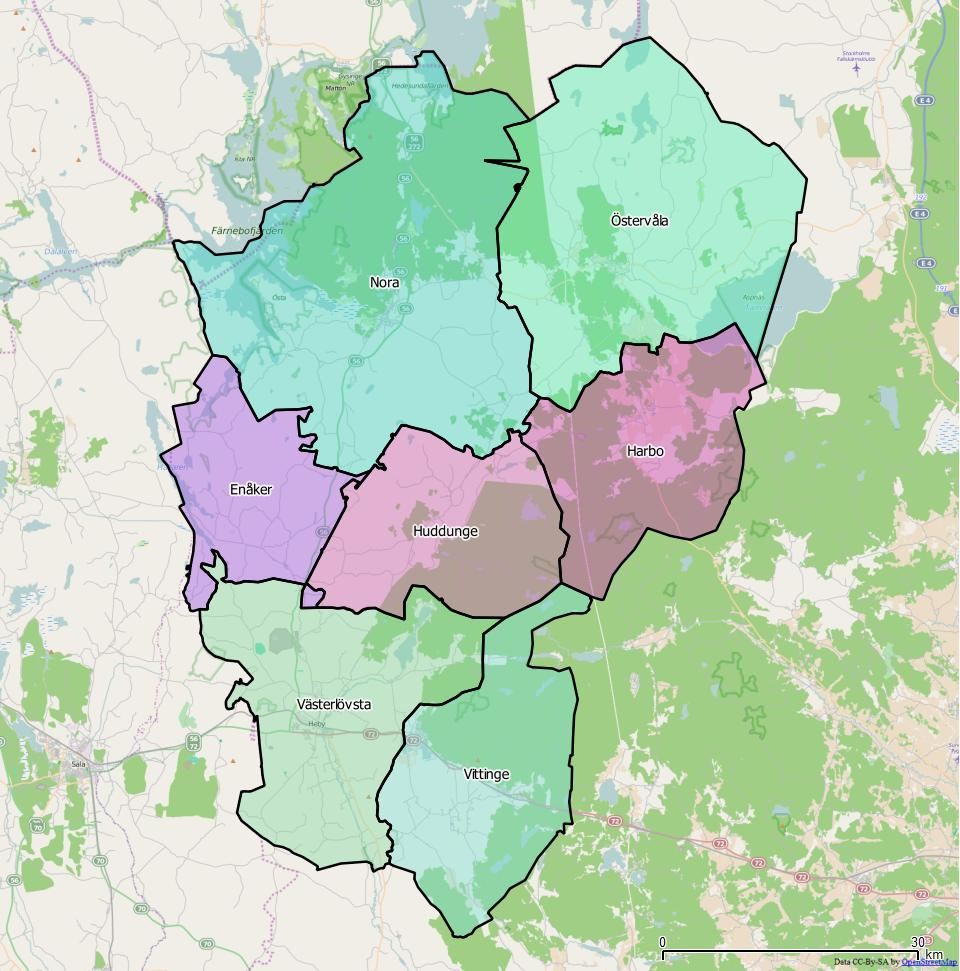
Distrikt (socknar) inom Heby kommun

Från 2016 indelas kommunen istället i följande distrikt, vilka motsvarar de tidigare socknarna:
- Enåker
- Harbo
- Huddunge
- Nora
- Vittinge
- Västerlövsta
- Östervåla

### Tätorter
Vid Statistiska centralbyråns tätortsavgränsning den 31 december 2015 fanns det sex tätorter i Heby kommun.
| Nr | Tätort     | Folkmängd |
| -- | ---------- | --------- |
| 1  | Heby       | 2 724     |
| 2  | Östervåla  | 1 696     |
| 3  | Morgongåva | 1 441     |
| 4  | Tärnsjö    | 1 174     |
| 5  | Harbo      | 714       |
| 6  | Vittinge   | 566       |

Centralorten är i fet stil.

## Styre och politik

### Styre
Mandatperioden 2010–2014 styrdes kommunen av Alliansen i koalition med Miljöpartiet. Tillsammans samlade koalitionen 20 av 41 mandat i kommunfullmäktige. Även den påföljande mandatperioden styrdes kommunen av en minoritetskoalition efter att även Lokala partiet inkluderats i koalitionen som kallade sig "Tillväxtalliansen". Efter valet 2018 meddelade Centerpartiet att man lämnar det lokala Allianssamarbetet för att istället bilda ett majoritetsstyre med Socialdemokraterna. Kommunstyrelsens ordförande Marie Wilén (c) uppgav att orsakerna dels var valresultatet och dels det "ekonomiska läge som kommunen befinner sig i". Hon uppgav vidare att det därför är "viktigt med ett stabilt styre med majoritet". De två partierna fortsätter styra mandatperioden 2022–2026 genom ett valrekniskt samarbete med Vänsterpartiet och Miljöpartiet.

### Kommunfullmäktige

#### Presidium
| Presidium 2024–2026    | Presidium 2024–2026 | Presidium 2024–2026 |
| ---------------------- | ------------------- | ------------------- |
| Ordförande             | C                   | Dick Pettersson     |
| Förste vice ordförande | S                   | Olof Nilsson        |
| Andre vice ordförande  | SD                  | Mattias Widén       |

#### Mandatfördelning 1970–2022
| 2 | 18 | 15 | 4 | 2 |

| 38 |

| 2 | 17 | 17 | 3 | 2 |

| 35 | 6 |

| 2 | 17 | 16 | 3 |  | 2 |

| 34 | 7 |

| 2 | 18 | 15 | 2 |  | 3 |

| 30 | 11 |

| 2 | 18 | 14 | 2 |  | 4 |

| 34 | 7 |

| 2 | 18 | 13 | 3 |  | 4 |

| 31 | 10 |

| 2 | 18 |  | 12 | 3 | 2 | 3 |

| 32 | 9 |

| 2 | 15 |  | 2 | 12 | 2 | 3 | 4 |

| 31 | 10 |

| 2 | 18 | 2 | 11 | 2 | 2 | 4 |

| 26 | 15 |

| 4 | 14 |  | 4 | 9 |  | 3 | 5 |

| 25 | 16 |

| 4 | 17 |  | 9 | 10 | 2 | 3 | 3 |

| 28 | 21 |

| 3 | 16 |  | 4 | 8 | 2 | 2 | 5 |

| 24 | 17 |

| 2 | 13 | 2 | 2 | 4 | 8 | 2 | 2 | 6 |

| 23 | 18 |

| 2 | 14 | 2 | 5 | 3 | 8 |  | 2 | 4 |

| 22 | 19 |

| 2 | 12 |  | 8 | 10 | 2 | 2 | 4 |

| 24 | 17 |

| 2 | 11 |  | 10 | 7 |  | 4 | 5 |

| 24 | 17 |

### Nämnder

#### Kommunstyrelse
Mandatperioden 2022–2026 planerades det för byte av presidium 2024.
| Presidium 2024–2026    | Presidium 2024–2026 | Presidium 2024–2026 |
| ---------------------- | ------------------- | ------------------- |
| Ordförande             | S                   | Per Sverkersson     |
| Förste vice ordförande | C                   | Göran Hillbom       |
| Andre vice ordförande  | M                   | Bo Andersson        |

#### Lista över kommunstyrelsens ordförande
- Håkan Collin, Socialdemokraterna, 1 januari 1995–31 december 1998[21][22]
- Rolf Edlund, Centerpartiet, 1 januari 1999–31 december 2006[23][24]
- Carina Schön, Socialdemokraterna, 1 januari 2007–31 december 2010[25][26]
- Marie Wilén, Centerpartiet, 1 januari 2011–december 2024[27][28][29]
- Per Sverkersson, Socialdemokraterna, 1 december 2024–[30]

Denna lista hämtas från Wikidata. Informationen kan ändras där.

#### Övriga nämnder
Mandatperioden 2022–2026 fanns nio nämnder i kommunen. Förutom de som presenteras nedan fanns även en IT-nämnd, Krisledningsnämnd och en Överförmyndarnämnd.
| Nämnd                      | Ordförande | Ordförande           | Vice ordförande | Vice ordförande         |
| -------------------------- | ---------- | -------------------- | --------------- | ----------------------- |
| Samhällsbyggnadsnämnden    | C          | Per Möller           | S               | Bernt-Erik Rutström     |
| Kultur- och fritidsnämnden | S          | Anders Pettersson    | C               | Per Erik Johansson      |
| Bygg- och miljönämnden     | S          | Ann-Christin Persson | KD              | Hans-Göran Björk        |
| Vård- och omsorgsnämnden   | C          | Annika Krispinsson   | S               | Sol Sommarbro           |
| Utbildningsnämnden         | S          | Rose-Marie Isaksson  | C               | Göran Hillbom           |
| Valnämnden                 | MP         | Carl-Åke Elmersjö    | M               | Anne-Charlotte Mattsson |

### Vänorter
- Saarde, Estland
- Kamienna Góra, Polen

## Ekonomi och infrastruktur

### Näringsliv
I början av 2020-talet arbetade omkring sju procent av den förvärvsarbetande befolkningen inom de agrara sektorn. Omkring 12 procent återfanns inom tillverkningsindustrin. Bland kommunens större arbetsgivare kan nämnas Zetterbergs Industri AB och Adlibris AB, vars lager är förlagt till Heby kommun. Den största privata arbetsgivaren var dock Apotea med 925 anställda 2022. Den största arbetsgivaren var dock kommunen själv med 1 375 anställda samma år.

### Infrastruktur

#### Transporter
Genom kommunen går Riksväg 56 söderut mot Norrköping (via Sala och Västerås) och norrut mot Gävle. Riksväg 72 löper genom kommunens södra del, västerut mot Sala och österut mot Uppsala. Från Heby söderut mot Fjärdhundra går Länsväg 254 och genom kommunens norra del, söderut mot Uppsala och norrut mot Bollnäs, går Länsväg 272.
Kommunen genomkorsas av Dalabanan och har två järnvägsstationer, i Heby och i Morgongåva. Båda stationerna trafikeras av Mälartåg mellan Uppsala och Västerås.
Kommunen har även bussförbindelser utanför kommunen, till Sala, Uppsala och Enköping. Bussarna trafikeras av UL.

## Befolkning

### Demografi

#### Befolkningsutveckling
Kommunen har 14 345 invånare (31 december 2024), vilket placerar den på 165:e plats avseende folkmängd bland Sveriges kommuner.
Folkmängden i Heby kommun gar under lång tid varit stabil. En viss tillväxt i befolkningen har kunnat skönjas alltsedan 2013. Detta kan härledas till att inflyttningen från utlandet ökat likväl som ökad inflyttning från andra kommuner inom Uppsala län.
| Befolkningsutvecklingen i Heby kommun 1970–2020 | Befolkningsutvecklingen i Heby kommun 1970–2020 | Befolkningsutvecklingen i Heby kommun 1970–2020 | Befolkningsutvecklingen i Heby kommun 1970–2020 | Befolkningsutvecklingen i Heby kommun 1970–2020 |
| ----------------------------------------------- | ----------------------------------------------- | ----------------------------------------------- | ----------------------------------------------- | ----------------------------------------------- |
|                                                 |                                                 |                                                 |                                                 |                                                 |
| År                                              |                                                 |                                                 | Folkmängd                                       |                                                 |
| 1970                                            | 1970                                            |                                                 | 13 320                                          |                                                 |
| 1975                                            | 1975                                            |                                                 | 13 189                                          |                                                 |
| 1980                                            | 1980                                            |                                                 | 13 378                                          |                                                 |
| 1985                                            | 1985                                            |                                                 | 13 088                                          |                                                 |
| 1990                                            | 1990                                            |                                                 | 13 595                                          |                                                 |
| 1995                                            | 1995                                            |                                                 | 13 944                                          |                                                 |
| 2000                                            | 2000                                            |                                                 | 13 653                                          |                                                 |
| 2005                                            | 2005                                            |                                                 | 13 634                                          |                                                 |
| 2010                                            | 2010                                            |                                                 | 13 382                                          |                                                 |
| 2015                                            | 2015                                            |                                                 | 13 594                                          |                                                 |
| 2020                                            | 2020                                            |                                                 | 14 101                                          |                                                 |

## Kultur

### Kulturarv

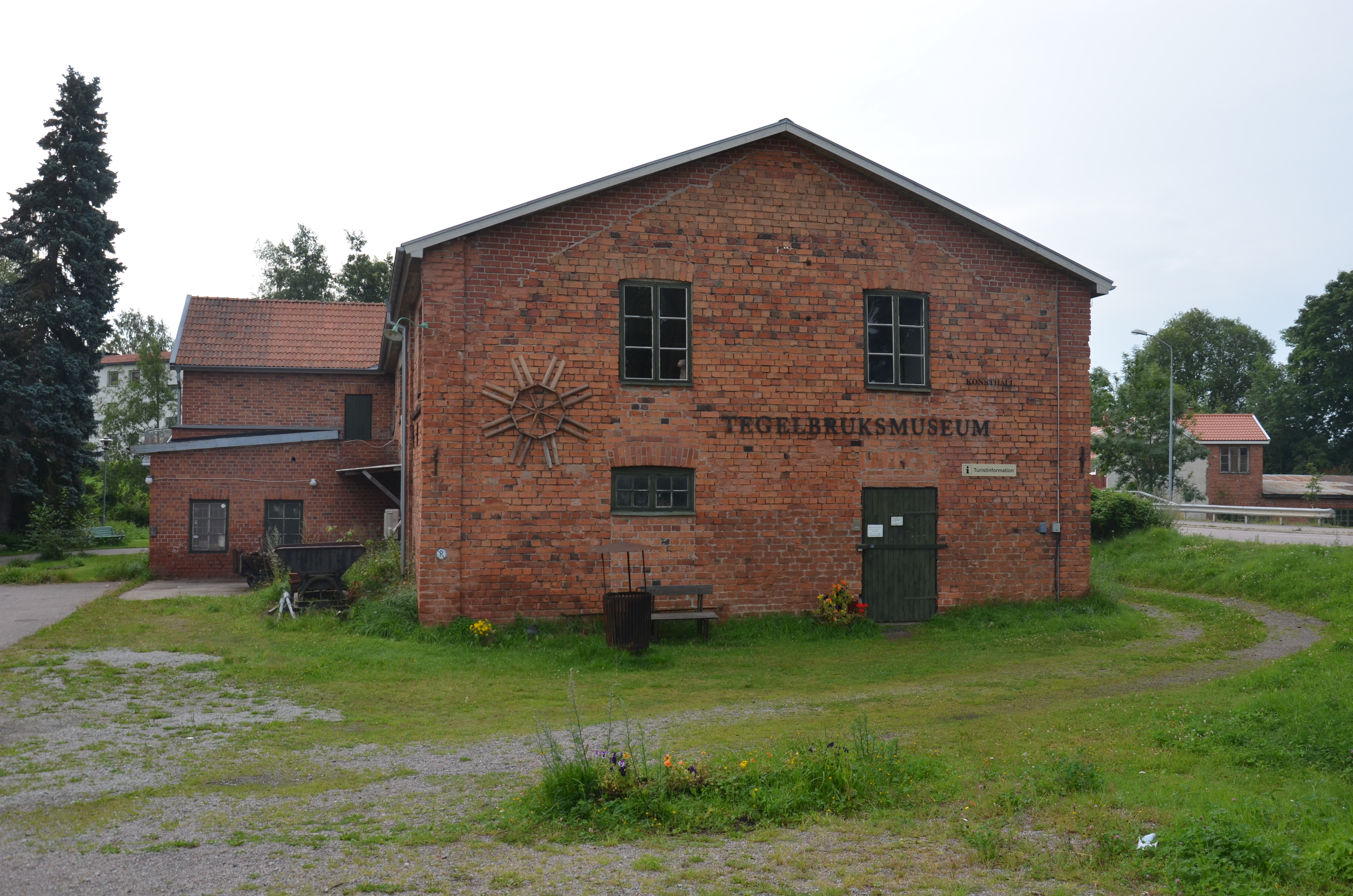
Tegelbruksmuseet i Heby. Byggnaden är uppförd med lokaltillverkat tegel i början av 1900-talet.

Heby kommun har en lång tradition av tegeltillverkning vilket kan härledas till de geografiska förutsättningarna i form av lera och skog. Skogen användes för att elda i ugnarna och leran visade sig lämplig för taktegel. Under 1840-talet anlades ett par mindre bruk och dessutom slogs en tid tegel vid Molnebo järnbruk. Norra stambanan drogs förbi samhället 1873 vilket ledde till ökade transportmöjligheter och tegelnäringen fick  ett snabbt uppsving. Dessutom ökade efterfrågan när allt fler städer under denna tid förbjöd trähus på grund av brandrisken. I början av 1880-talet började man således att mekanisera tegeltillverkningen.
I takt med att allt fler tegelbruk anlades –som mest fanns 12 bruk i det område som nu utgör Heby kommun – förvandlades Heby från ett jordbruksområde till ett industrisamhälle. 
Tekniken för tegeltillverkning utvecklades men inte tegeltillverkningen i Heby varför konkurrensen gjorde att verksamheterna slogs ut och området förlorade sin dominerande ställning inom tegelbranschen.

### Kommunvapen
Blasonering: Sköld kvadrerad: fält 1 och 4 tegelstensmöstrat i rött med fogar i silver, fält 2 i silver en öppnad röd hovtång med nitklinga på högra skänkelspetsen och nåddorn på den vänstra, fält 3 i silver två stolpvis ställda röda skäror, bladen korsande varandra två gånger.
Detta vapen registrerades hos PRV år 1980 för den 1971 tillkomna kommunen. Hovtången fanns tidigare i Östervåla landskommuns år 1956 fastställda vapen och de två skärorna i Nora landskommuns vapen (1951). De tegelmönstrade fälten anknyter till tegeltillverkning på orten.

Nora landskommun (1951–1970)
Östervåla landskommun (1956–1970)